# Grmečka korida
Grmečka korida (serb. Грмечка корида) – tradycyjna nazwa walk byków w Republice Serbskiej w Grmeču.

## Historia
Walki byków odbywają się corocznie w pierwszą niedzielę po dniu św. Eliasza (serb. Ilindan), który w kościele prawosławnym obchodzony jest 2 sierpnia. Pierwsza korrida miała odbyć się w 1772 roku. Do wojny w 1992 roku walki odbywały się na wzgórzu Međeđa, niedaleko Sanskiego Mostu. W 1997 roku, gdy ludność serbska opuściła te tereny, przenosząc się do miejscowości Oštra Luka, walki zaczęto przeprowadzać na wzgórzu Popović. Władze kantonu uńsko-sańskiego od 2014 roku nie zgadzają się na organizowanie korridy w historycznym miejscu, czyli na wzgórzach Međeđa.

## Walki byków
Wszystkie walki są podzielone na dwie kategorie: walczące byki o wadze od 500 do 800 kg każdy i walk o wadze ponad 800 kg każdy. Zgodnie z zasadami, jeśli byk potknie się, odwróci lub zacznie uciekać, następuje koniec walki. Aby pojedynki były uczciwe i nie doszło do zranienia przeciwnika, rogi byków przed walką są odpowiednio spiłowane. Właściciel zwycięskiego byka otrzymuje złoty medal oraz nagrodę finansową.

## Jablan
Na początku XX wieku młody pisarz Petar Kočić napisał o walkach byków opowiadanie pt. Jablan. Bohater jego historii, bośniacki chłopiec Lujo pragnął, aby jego byk Jablan pokonał w pojedynku „cesarskiego” byka. Pokonał on już wszystkie byki w okolicy, ale na walkę z „cesarskim” bykiem potrzebne było specjalne zezwolenie. W jego uzyskaniu pomógł Lujo przywódca wioski. Potem odbyła się walka. Historia ta jest czytana i opowiadana w całej Bośni. Z czasem zaczęto wierzyć w autentyczność tych wydarzeń. W wyniku tego zwycięzca walk byków jest nazywany Jablanem.

## Stowarzyszenie
13 maja 2009 zarejestrowane zostało stowarzyszenie o nazwie „Grmečka korida – Međeđe brdo 1772 godina”, którego celem jest kultywowanie tradycji organizowania korridy na historycznym miejscu czyli na wzgórzu Medede. Prezesem został Neno Dobrijević.

## Grmečka korida w sztuce
W 2016 roku o koridzie powstał film dokumentalny w reżyserii Sinišy Vidovicia pt. Bałkańska corrida.
W 2005 roku grmečka korida została upamiętniona na znaczku Serbskiej Poczty z Banja Luki. Projekt przygotowali: Radomir Bojanić, malarz z Belgradu i Nadežda Skočajić, grafik z Belgradu.